# Левинский, Феликс Лукаш
Фе́ликс Лу́каш Леви́нский герба Брохвич (пол. Feliks Łukasz Lewiński, 24 октября 1751 года — 5 апреля 1825 года) — католический прелат, первый епископ Янува-Подляского с 29 марта 1819 года по 5 апреля 1825 год, сенатор Царства Польского, брат епископа Францишека Игнацы Левинского.

## Биография
4 августа 1776 Феликс Лукаш Левинский был рукоположен в священника.
3 июля 1826 года Римский папа Пий VII назначил Феликса Лукаша Левинского вспомогательным епископом епархии Влоцлавека. 19 марта 1795 года состоялось рукоположение Феликса Лукаша Левинского в епископа, которое совершил епископ Влоцлавека Игнацы Тадеуш Рыбинский.
В 1819 году был членом Сената Царства Польского.